# 下里古墳
下里古墳（しもさとこふん）は、和歌山県東牟婁郡那智勝浦町下里にある古墳。形状は前方後円墳。国の史跡に指定され、出土品は那智勝浦町指定有形文化財に指定されている。
本州では最南端に位置する前方後円墳で、4世紀末-5世紀初頭（古墳時代中期）頃の築造と推定される。

## 概要
和歌山県南部、太田川河口付近の左岸平地（築造当時は砂丘）に築造された古墳である。かつて平安時代末期-明治期には前方部墳丘上に神社が鎮座したため、前方部上面は削平を受けている。その後1929年（昭和4年）に地元村民により発掘されたほか、これまでに3次の発掘調査が実施されている。
墳形は前方部の未発達な柄鏡形の前方後円形で、墳丘主軸を東西方向として、前方部を西方に向ける。墳丘に段築は認められない。墳丘外表では葺石が認められるほか、墳丘周囲には幅約5メートルの周溝が巡らされる。埋葬施設は竪穴式石室で、後円部墳頂において構築される。石室主軸は墳丘主軸と平行の東西方向（東枕か）とし、長さ5.35メートル、内法4.75メートル、東壁幅0.95メートル、西壁幅0.65メートルを測るが、天井石と北壁の大部分は破壊されている。この石室内部に木棺が据えられたと推定され、昭和期の乱掘および発掘調査で遺物の出土が知られる。
この下里古墳は、古墳時代中期の4世紀末-5世紀初頭頃の築造と推定される。前方後円墳としては本州最南端に位置するとともに、紀伊半島南部では唯一の前方後円墳であるが、周辺に古墳時代の遺跡がほとんどないという点に謎を残しており、文献に見える熊野国造と考え合わせて当時の紀伊半島南部の様相を明らかにするうえで重要視される古墳になる。
古墳域は1976年（昭和51年）に国の史跡に指定され、出土品は2012年（平成24年）に那智勝浦町指定有形文化財に指定されている。

## 遺跡歴
- 1929年（昭和4年）、地元村民による発掘、副葬品出土（遺物は散逸）[1]。
- 1974年（昭和49年）、第1次発掘調査。後円部埋葬施設の調査で副葬品出土（1975年（昭和50年）に報告書刊行）[1][4]。
- 1976年（昭和51年）2月24日、国の史跡に指定[6][7]。
- 2000年（平成12年）、第2次発掘調査。古墳全長の確定（2006年（平成18年）に報告）[4]。
- 2005年（平成17年）、第3次発掘調査[4]。
- 2012年（平成24年）2月23日、出土品が那智勝浦町指定有形文化財に指定[7]。

## 墳丘
墳丘の規模は次の通り。
- 古墳総長：約50メートル - 周濠を含めた全長。
- 墳丘長：約40メートル
- 後円部 直径：21.5メートル

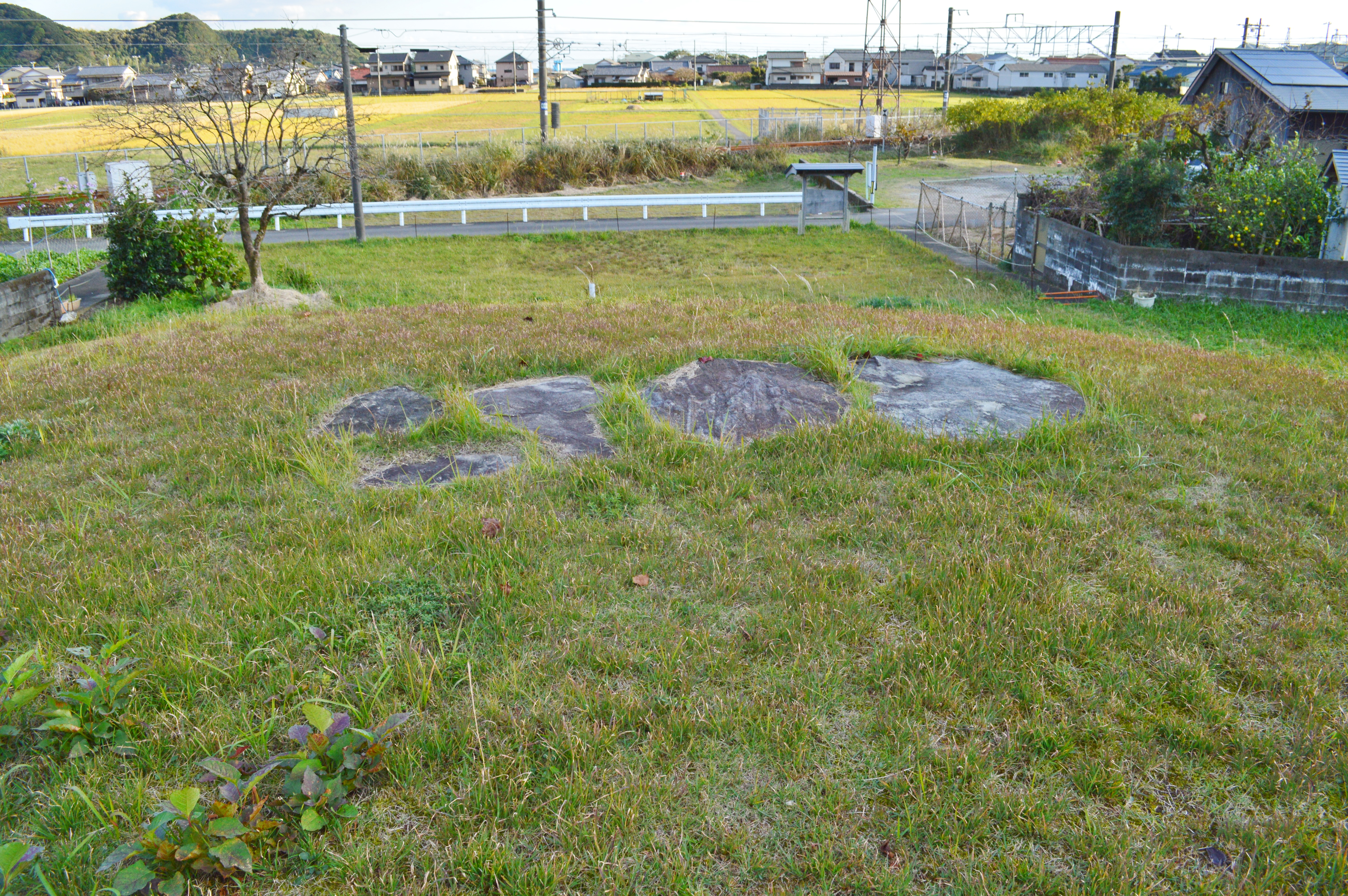
後円部墳頂 後背に紀勢本線、最奥に太平洋。
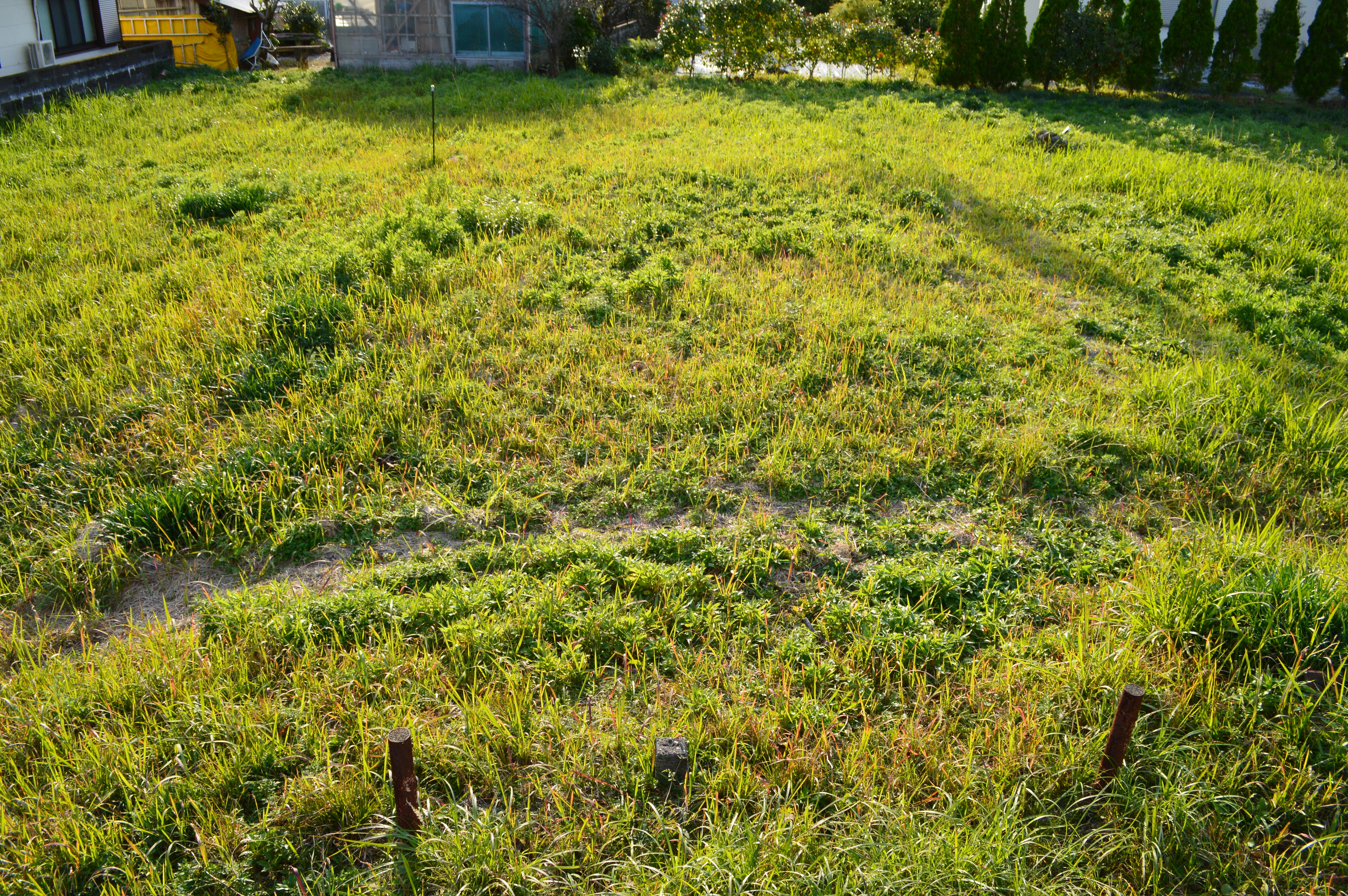
後円部から前方部を望む

## 出土品

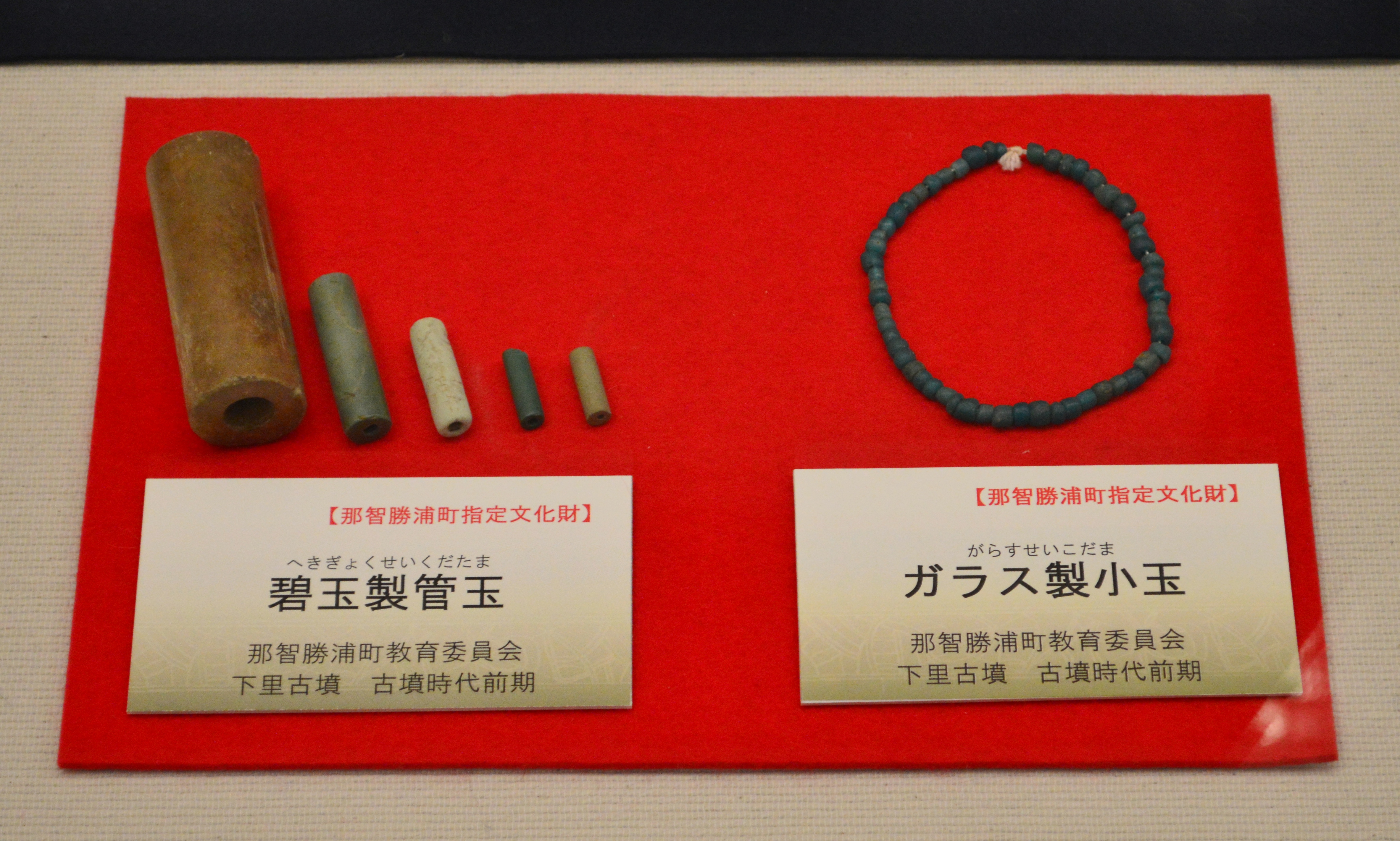
碧玉製管玉・ガラス製小玉
（那智勝浦町指定文化財）和歌山県立紀伊風土記の丘企画展示時に撮影。

1929年（昭和4年）の地元村民による発掘では、鏡（内行花文鏡という）・玉類が出土したというが、現在では遺物は散逸している。
1974年（昭和49年）の第1次調査における、竪穴式石室からの出土品は次の通り。
- 碧玉製大型管玉 1点 - 玉杖の柄の一部か。
- 碧玉製管玉 6点
- ガラス小玉 56点
- 鉄剣片 2点
- 鉄刀子 1点
- 用途不明土製品 1点 - 混入品の可能性あり。

また墳丘からは築造当時のものと見られる二重口縁壺のほか、縄文土器、弥生土器、平安時代の製塩土器が出土している。特に二重口縁壺は東海地方の影響を受けた遺物になる。
2000年（平成12年）の第2次調査では、築造当時のものと見られる土師器甕のほか、平安時代-室町時代の遺物が出土している。

## 文化財

### 国の史跡
- 下里古墳 - 1976年（昭和51年）2月24日指定[6]。

### 那智勝浦町指定文化財
- 有形文化財
  - 下里古墳出土品 一括（考古資料） - 2012年（平成24年）2月23日指定[7]。

## 現地情報
所在地
- 和歌山県東牟婁郡那智勝浦町下里

交通アクセス
- 鉄道：西日本旅客鉄道（JR西日本）紀勢本線 下里駅（徒歩約5分）[3]

## 関連文献
（記事執筆に使用していない関連文献）
- 『下里古墳発掘調査報告書（第1次）』那智勝浦町教育委員会、1975年。
- 土屋孝司「本州最南端の前方後円墳 下里古墳整備事業について」『地宝のひびき -第1回和歌山県文化財調査報告会-』財団法人和歌山県文化財センター、2006年。